# Samuel Malpica Uribe
Samuel Malpica Uribe (Atlixco, Puebla, 1955 – Puebla de Zaragoza, Puebla, 3 de julio de 2013) fue un académico, investigador y activista mexicano. Ocupó el cargo de rector de la Benemérita Universidad Autónoma de Puebla entre 1987 y 1989. Fue asesinado afuera de su casa el 3 de julio de 2013.

## Biografía
Samuel Malpica estudió la licenciatura en Antropología y la maestría en la Escuela Nacional de Antropología e Historia. Se desarrolló profesionalmente en el Instituto de Ciencias, en el Departamento de Investigaciones Históricas del Movimiento Obrero de la BUAP.
Malpica fundó el Ecomuseo de Metepec, Estado de México, por lo que recibió Premio Nacional Francisco de la Maza del Instituto Nacional de Antropología e Historia (INAH). En 2010, Samuel regresó ese premio al INAH, junto con otros dos reconocimientos, como una protesta en contra del instituto.
En 1987, Malpica fue elegido como rector de la BUAP, convirtiéndose en uno de los más jóvenes (32 años) en desempeñar el cargo. Estuvo al frente de la universidad hasta 1989, año en que fue separado del puesto por una denuncia de fraude. Fue detenido y permaneció encarcelado hasta 1992. En 1993, fue exonerado por falta de pruebas.
En 2007, fue abanderado por el Partido de la Revolución Democrática (PRD) y Convergencia como candidato a la alcaldía de Puebla.

### Asesinato
El 3 de julio de 2013, Malpica fue asesinado afuera de su casa por un impacto de una bala en el tórax. El 13 de junio, el exrector había denunciado ante el Órgano de Fiscalización Superior del Estado de Puebla la existencia de una red de corrupción en la BUAP durante la administración de Enrique Agüera Ibañez. Por su parte, Agüera criticó el homicidio de Malpica, calificando a su muerte como «una acción cobarde (...) indignante y oprobiosa».
El 3 de julio de 2017, a cuatro años del asesinato, su hijo Samuel Óscar Malpica Moreda exigió resultados de la investigación a la Fiscalía General del Estado.